# BRL-CAD
BRL-CAD je CSG CAD systém poprvé vydaný v roce 1984, kdy byl vyvíjen pod vedením Mikea Muussa v tehdejší Ballistic Research Laboratory (dnes Army Research Laboratory) ve Spojených státech amerických. Jedná se o multiplatformní software, je k disposici pro mnoho současných i historických operačních systémů. Je šířen pod licencemi BSD licence a GNU LGPL a jedná se tedy o svobodný software.
Jeho součástí je mimo jiné interaktivní rozhraní, zobrazování metodou sledování paprsku, skriptování, analytické nástroje a nástroje zpracování signálu a zpracování obrazu.